# Basse tension
Pour les articles homonymes, voir BT, BTA et BTB.

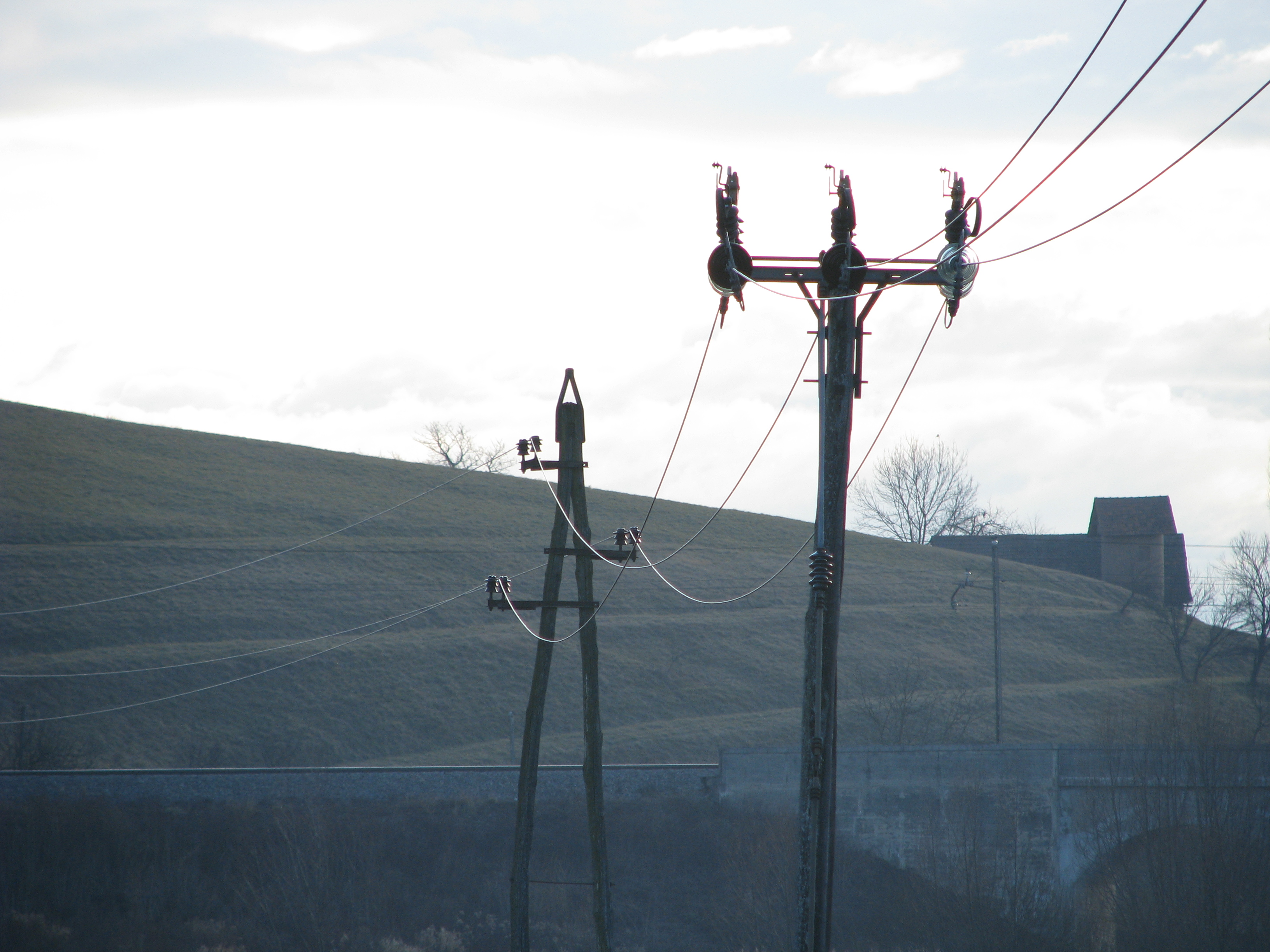
câble de basse tension

Selon le domaine le terme basse tension a différentes significations.
En électricité, la basse tension est une tension inférieure à 1 000 V alors que la haute tension est toute tension supérieure à cette valeur. 
Les valeurs en dessous de 50 V sont dites « très basse tension ».
En électronique, la distinction entre haute et basse tension peut se faire sur des valeurs plus faibles, mais cette pratique n'est pas normalisée.

## Distribution d’électricité
Pour la distribution d'électricité les normes européennes définissent le domaine de la basse tension (sigle BT) comme les tensions comprises entre :
- 50 et 1 000 volts en régime de tension alternative ;
- 120 et 1 500 volts en régime de tension continue.

### BTA et BTB
Le domaine de basse tension était autrefois divisé en BTA et BTB, respectivement en dessous et au-dessus de 500 V en alternatif et 750 V en continu (BTA et BTB signifiant respectivement courant de basse tension « A » et courant de basse tension « B »). Depuis 1995, cette distinction n'existe plus, la norme NF C 18-510 ne distinguant plus les sous-domaines BTA et BTB.
Les tensions dont les valeurs sont plus faibles appartiennent à la catégorie de la très basse tension : TBT.